# قائمة المجازر الإسرائيلية في الوطن العربي

## قائمة المجازر الإسرائيلية في الوطن العربي (ترتيب زمني)
منذ إعلان قيام دولة الاحتلال الإسرائيلي عام 1948، لم تتوقف سياساتها العدوانية تجاه الشعوب العربية، حيث مارست عمليات قتل ممنهج بحق المدنيين، وأشعلت الحروب والصراعات في المنطقة. وقد شهدت فلسطين ومصر ولبنان وسوريا والأردن وتونس والسودان عشرات المجازر التي استهدفت القرى والمدن والمخيمات، وأودت بحياة آلاف الضحايا من المدنيين العزل، بينهم نساء وأطفال وشيوخ.
تعد هذه المجازر جزءًا من نهج مستمر في استخدام القوة المفرطة وسياسة العقاب الجماعي، ما جعل المنطقة تعيش في حالة عدم استقرار دائم، وأدى إلى مآسٍ إنسانية متكررة على مدار العقود الماضية.
| السنة     | البلد                  | اسم المجزرة         | عدد الضحايا التقريبي | تفاصيل موجزة                                                                                     | مصدر  |
| --------- | ---------------------- | ------------------- | -------------------- | ------------------------------------------------------------------------------------------------ | ----- |
| 1948      | فلسطين                 | دير ياسين           | 254                  | هجوم على قرية دير ياسين غرب القدس، قتل خلاله معظم السكان المدنيين.                               | [ 1 ] |
| 1948      | فلسطين                 | الطنطورة            | 200+                 | ارتكبتها كتيبة ألكسندروني بعد احتلال القرية الساحلية.                                            | [ 2 ] |
| 1948      | فلسطين                 | اللد                | 426                  | قتل مئات اللاجئين الفلسطينيين في مسجد دهمش وخلال الهروب الجماعي.                                 | [ 3 ] |
| 1953      | الأردن (الضفة الغربية) | قبية                | 69                   | هجوم على قرية قبية بقيادة أرييل شارون، وتدمير منازل وقتل سكان.                                   | [ 1 ] |
| 1956      | فلسطين (إسرائيل)       | كفر قاسم            | 49                   | قتل مدنيين فلسطينيين عائدين من العمل أثناء حظر التجول.                                           | [ 1 ] |
| 1956      | مصر (غزة)              | خان يونس            | 275                  | قتل مدنيين فلسطينيين خلال احتلال الجيش الإسرائيلي لقطاع غزة.                                     | [ 1 ] |
| 1956      | مصر (غزة)              | رفح                 | 111                  | قتل مدنيين فلسطينيين في مخيم رفح خلال العدوان الثلاثي.                                           | [ 3 ] |
| 1970      | مصر                    | بحر البقر           | 46                   | قصف مدرسة ابتدائية في قرية بحر البقر بمحافظة الشرقية.                                            | [ 2 ] |
| 1970      | مصر                    | مذبحة مصنع أبو زعبل | 70                   | قصف مصنع أبو زعبل للصناعات المعدنية.                                                             | [ 2 ] |
| 1970      | الأردن                 | أيلول الأسود        | 3500+                | قصف وعمليات عسكرية ضد الفلسطينيين في الأردن.                                                     | [ 4 ] |
| 1974      | لبنان                  | مدرسة بعلبك         | 27                   | قصف مدرسة ابتدائية في بعلبك.                                                                     | [ 5 ] |
| 1976      | لبنان                  | تل الزعتر           | 2000+                | حصار ومجزرة في مخيم تل الزعتر للاجئين الفلسطينيين.                                               | [ 6 ] |
| 1982      | لبنان                  | صبرا وشاتيلا        | 3500+                | مجزرة في مخيمي صبرا وشاتيلا للاجئين الفلسطينيين على يد ميليشيات لبنانية بإشراف الجيش الإسرائيلي. | [ 1 ] |
| 1985      | تونس                   | حمام الشط           | 68                   | قصف مقر منظمة التحرير الفلسطينية في حمام الشط بضواحي تونس العاصمة.                               | [ 7 ] |
| 1996      | لبنان                  | قانا الأولى         | 106                  | قصف ملجأ تابع للأمم المتحدة في قرية قانا جنوب لبنان.                                             | [ 2 ] |
| 2002      | فلسطين                 | جنين                | 52+                  | اجتياح مخيم جنين للاجئين وتدمير أجزاء واسعة منه.                                                 | [ 3 ] |
| 2006      | لبنان                  | قانا الثانية        | 28                   | قصف مبنى سكني في قرية قانا خلال حرب تموز.                                                        | [ 2 ] |
| 2008–2009 | فلسطين (غزة)           | الرصاص المصبوب      | 1400+                | عملية عسكرية إسرائيلية واسعة على قطاع غزة.                                                       | [ 1 ] |
| 2010      | فلسطين (غزة)           | أسطول الحرية        | 10                   | هجوم على سفينة مساعدات تركية متجهة إلى غزة.                                                      | [ 8 ] |
| 2014      | فلسطين (غزة)           | الجرف الصامد        | 2200+                | عملية عسكرية إسرائيلية على قطاع غزة.                                                             | [ 1 ] |
| 2018      | فلسطين (غزة)           | مسيرات العودة       | 200+                 | قتل متظاهرين سلميين على حدود غزة.                                                                | [ 1 ] |
| 2021      | فلسطين (غزة)           | حارس الأسوار        | 260+                 | قصف مكثف على قطاع غزة خلال مواجهات مايو 2021.                                                    | [ 1 ] |
| 2023–2024 | فلسطين (غزة)           | طوفان الأقصى        | 35000+               | عملية عسكرية واسعة النطاق على قطاع غزة تسببت في آلاف القتلى والجرحى.                             | [ 1 ] |
| 2023–2024 | لبنان                  | عمليات جنوب لبنان   | 2000+                | قصف وعمليات عسكرية إسرائيلية في جنوب لبنان خلال المواجهات مع حزب الله.                           | [ 2 ] |
| 2023      | السودان                | قصف مصنع اليرموك    | غير محدد             | قصف جوي إسرائيلي لمصنع اليرموك للأسلحة في الخرطوم.                                               | [ 9 ] |